# ファイアーブランド ヘンリー8世最後の妻
『ファイアーブランド ヘンリー8世最後の妻』（ファイアーブランド ヘンリーはっせいさいごのつま、英原題：Firebrand ）は、2023年のイギリスの歴史映画。

## 概要
本作品は、イギリスの小説家エリザベス・フリーマントルの2013年の小説『クイーンズ・ギャンビット』（Queen's Gambit ）を原作とし、16世紀のイングランド王国の暴君ヘンリー8世の6番目の王妃となったキャサリン・パーの生き残りを懸けた戦いを描く。監督のカリム・アイヌーズはブラジル人であり、彼にとって本作品は初めての英語作品となった。主人公の王妃キャサリン・パー役にアリシア・ヴィキャンデル、暴君ヘンリー8世にジュード・ロウが起用され、その他の役には、エディ・マーサン、サム・ライリー、サイモン・ラッセル・ビールらが配された。
2023年5月21日、第76回カンヌ国際映画祭において、本作品はパルム・ドールを競うメインコンペティションの上映作品としてプレミア上映された。その後、2024年9月6日に製作国であるイギリスで公開され、2025年2月14日に日本で公開された。16世紀のイングランド宮廷を細部にまでこだわり再現した本作品は高く評価されており、衣装デザイン担当のマイケル・オコナーは、2024年12月の英国インディペンデント映画賞の衣装デザイン部門で最優秀賞を受賞、ヘアメイク担当のジェニー・シャーコアも同賞のメイクアップ及びヘアデザイン部門にノミネートされた。

## あらすじ
16世紀半ばのイングランド王国テューダー朝。国王ヘンリー8世（ジュード・ロウ）の6番目の王妃となったキャサリン・パー（アリシア・ヴィキャンデル）は、国王がフランス遠征で不在の中、摂政を務めていた。王妃キャサリンは、国王の子供たちであるメアリー、エリザベス、エドワードの世話もしていた。一方、王妃は、プロテスタントの教えを説き、のちに異端者として処刑されることになる旧友アン・アスキューに会うという危険を冒していた。
フランス遠征から帰国した国王ヘンリーは、ますます病状が進行しており、パラノイアを悪化させていた。国王が王妃と敵対するよう、廷臣たちが活動を活発化させており、気が付けば、王妃キャサリンは、自身の生き残りを懸けて戦わなければならない立場に立たされていた。また、王妃は妊娠していたが、ほどなく流産してしまった。
ガーディナー司教は王妃キャサリンの宗教観を危険視し、国王ヘンリーを説得し王妃を逮捕するように仕向けた。王妃は地下牢に監禁されたが、すぐに国王に解放された。自身の将来を危ぶんだ王妃は、国王の枕元に赴き、彼を殺害した。

## キャスト
キャサリン・パー（Katherine Parr） - アリシア・ヴィキャンデル
主人公。暴君ヘンリー8世の6番目にして最後の王妃。国王からは、摂政を任せられるほどの信任を得ている。
スティーブン・ガーディナー司教らに危険視され、追い落としの陰謀を仕掛けられる。
ヘンリー8世（Henry VIII） - ジュード・ロウ
イングランド国王。暴君。彼の妻たちは過酷な運命を辿り、最初の王妃は離縁、2番目の王妃は斬首、3番目の王妃は出産死、4番目の王妃は離縁、5番目の王妃は斬首されている。
キャサリン・パーに摂政を任せていたが、フランス遠征から帰国後、病状が重くなり、パラノイアが悪化している。
エドワード・シーモア（Edward Seymour） - エディ・マーサン
有力貴族。妹のジェーン・シーモアは3番目の王妃となっている。
トマス・シーモア（Thomas Seymour） - サム・ライリー
貴族。実力者エドワード・シーモアの弟。
スティーブン・ガーディナー司教（Bishop Stephen Gardiner） - サイモン・ラッセル・ビール
教会の実力者。カトリックを堅持する保守派に属し、プロテスタントの改革派と鋭く対立している。
王妃キャサリン・パーの宗教観を危険視しており、追い落としを画策する。
キャット（Cat） - ルビー・ベントール（en）
エレン（Ellen） - ブライオニー・ハンナ（en）
ドット（Dot） - マイア・ジェメット（Maia Jemmett）
ムライ・アル・ファラビ医師（Dr. Mulay Al Farabi） - アムール・ワケド
アン・アスキュー（Anne Askew（en）） - エリン・ドハティ（en）
プロテスタントの説教者。王妃キャサリン・パーの旧友だが、異端者として処刑される。
エリザベス王女（Princess Elizabeth） - ジュニア・リース（Junia Rees）
国王ヘンリー8世と2番目の王妃アン・ブーリンの間に生まれた王女。アン・ブーリンは、本作品の時点では刑死している。のちにイングランド女王エリザベス1世となる。
メアリー王女（Princess Mary） - パッツィ・フェラン（en）
国王ヘンリー8世と最初の王妃キャサリン・オブ・アラゴンの間に生まれた王女。本作品の時点では、キャサリン・オブ・アラゴンは離婚され、失意のうちに病死している。のちにイングランド女王メアリー1世となる。
エドワード王子（Prince Edward） - パトリック・バックリー（Patrick Buckley）
国王ヘンリー8世と3番目の王妃ジェーン・シーモアの間に生まれた王子。ジェーン・シーモアは、エドワード王子出産後に死亡している。のちにイングランド国王エドワード6世となる。
ジャリンダ（Jalinda） - ミナ・アンダラ（pt）
ストウ（Stowe（en）） - ポール・ティント（Paul Tinto）
ジョーン・ボッチャー（Joan Bocher（en）） - ミア・スリープルトン（en）
モード・レイン（Maude Lane（en）） - リニア・マルティンソン（fr）
レオ（Leo） - アシュリー・レイノルズ（Ashleigh Reynolds）
エレノア・ブラウン（Eleanor Browne） - リサ・ピック・ウィルストロム（Lisa Pyk Wirström）
アンソニー・デニー卿（Sir Anthony Denny（en）） - イアン・ドライズデイル（Ian Drysdale）
ヘンリー8世に仕える廷臣。
ジョン・ゲイツ卿（Sir John Gates（en）） - エドワード・ハリソン（Edward Harrison）
ヘンリー8世に仕える廷臣。
ウィリアム・ハーバート卿（Sir William Herbert（en）） - ノーマン・ボウマン（it）
ヘンリー8世に仕える廷臣。妻は、王妃キャサリン・パーの妹にあたる。
ウィル・サマーズ（Will Sommers（en）） - ジェイソン・ボーン（Jason Baughan）
ヘンリー8世に仕える宮廷道化師。
アグネス・ハワード（Agnes Howard） - アンナ・モーン（Anna Mawn）

## スタッフ
- 監督：カリム・アイヌーズ（en）
- 脚本：ヘンリエッタ・アシュワース、ジェシカ・アシュワース
- 追加脚本：ロザンヌ・フリン
- 原作： エリザベス・フリーマントル（en）著『クイーンズ・ギャンビット』（Queen's Gambit ）
- 製作総指揮：マリア・ローガン、アン・シーハン、ニコラ・ハート、ロザンヌ・フリン
- 製作：キャロリン・マークス・ブラックウッド（en）、ガブリエル・タナ（en）
- 共同製作：ブレット・ウィルソン、メグ・クラーク
- 音楽：ディコン・ハインクリフェ（de）
- 撮影：エレーヌ・ルヴァール（en）
- 編集：ハイケ・パープリース（de）
- 美術：ヘレン・スコット
- 衣装デザイン：マイケル・オコナー
- ヘアメイク：ジェニー・シャーコア（en）
- キャスティング：ニナ・ゴールド（en）
- 製作：MBKプロダクションズ、ブルーハーハー・エンターテインメント（en）
- 配給：メットフィルム・ディストリビューション（en）
- 配給（日本）：ロングライド
- 日本語字幕：中沢志乃